# Acianthera purpureoviolacea
Acianthera purpureoviolacea  es una especie de orquídea epifita que se encuentra en Brasil en la Mata Atlántica.

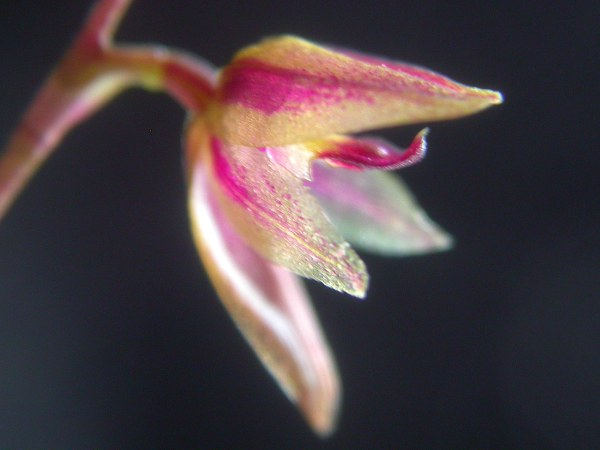
Detalle de las flores

## Taxonomía
Acianthera purpureoviolacea fue descrita por (Cogn.) F.Barros  y publicado en Bradea, Boletim do Herbarium Bradeanum 8: 295. 2002.
Etimología
Acianthera: nombre genérico que es una referencia a la posición de las anteras de algunas de sus especies.
purpureoviolacea: epíteto latino que significa "de color púrpura violeta".
Sinonimia
- Arthrosia purpureoviolacea (Cogn.) Luer
- Pleurothallis piresiana Hoehne
- Pleurothallis purpureoviolacea Cogn.
- Specklinia purpureoviolacea (Cogn.) Luer	[4][5]